# Václav Kuchař
Václav Kuchař (* 6. února 1948) je bývalý český fotbalista, obránce.

## Fotbalová kariéra
V československé lize hrál za Spartak Hradec Králové. Nastoupil ve 30 ligových utkáních a dal 2 ligové góly. Do Hradce přišel v lednu 1972 z béčka Sparty v rámci výměny za Antonína Prince.

## Ligová bilance
| Ročník                                   | Zápasy | Góly | Klub                   |
| ---------------------------------------- | ------ | ---- | ---------------------- |
| 2. československá fotbalová liga 1971/72 | 15     | 1    | Spartak Hradec Králové |
| 1. československá fotbalová liga 1972/73 | 30     | 2    | Spartak Hradec Králové |
| 2. československá fotbalová liga 1973/74 | -      | -    | Spartak Hradec Králové |
| 2. československá fotbalová liga 1974/75 | -      | -    | Spartak Hradec Králové |
| CELKEM 1. liga                           | 30     | 2    |                        |